# Castiel (Grisões)
Castiel é uma comuna da Suíça, no Cantão Grisões, com cerca de 119 habitantes. Estende-se por uma área de 5,41 km², de densidade populacional de 22 hab/km². Confina com as seguintes comunas: Calfreisen, Lüen, Pagig, Praden, Says, Trimmis.
A língua oficial nesta comuna é o Alemão.